# Twentsche IJzergieterij
De Twentsche IJzergieterij was een ijzergieterij in de Nederlandse provincie Overijssel.
De gieterij werd door W. Aal in 1910 te Borne opricht met zijn zonen onder de naam W. Aal & Zonen. In 1913 werd het bedrijfje omgezet in de NV Twentsche Metaal- en IJzergieterij. In 1948 werd het aangekocht door Philips en ondergebracht bij de Machinefabrieken. De daar genomen proeven met een wasmodelgieterij samen met Werkspoor leidden in 1962 tot de oprichting van de NV Cirex, die bij de Twentsche IJzergieterij werd ondergebracht die vervolgens ook deze naam kreeg. In 1964 verhuisde het bedrijf naar Almelo.